# 托倫隱鰭鯰
托倫隱鰭鯰，為輻鰭魚綱鯰形目鯰科的其中一種，為熱帶淡水魚，分布於亞洲泰國、緬甸東部及柬埔寨南部淡水流域，體長可達20公分，棲息在流動快速的山地溪流底層水域，生活習性不明。